# Монтування файлової системи
Монтування файлової системи — системний процес, котрий готує розділ диска до використання операційною системою.
Операція монтування складається з декількох етапів:
1. Визначення типу файлової системи, що монтується.
2. Перевірка цілісності файлової системи, що монтується.
3. Зчитування системних структур даних і ініціалізація відповідного модуля файлового менеджера (драйвера файлової системи).
4. Встановлення прапорця, який повідомляє про закінчення монтування. При коректному демонтажі файлової системи цей прапорець скидається. Якщо при завантаженні система визначає, що прапорець не скинутий, значить робота була завершена некоректно, і можливо файлова система потребує ремонту.
5. Включення нової файлової системи в загальний простір імен.